# Førr ei dame
Förr ei dame är ett musikalbum med Halvdan Sivertsen. Albumet utgavs 1989 som LP, kassett och CD av skivbolaget Plateselskapet A/S. Förr ei dame återutgavs 1996 av skivbolaget Norske Gram.

## Låtlista
1. "Førr ei dame" – 3:11
2. "Kjerringøy" – 3:35
3. "Fugl i bur" – 3:52
4. "Små ord" – 3:02
5. "Go å gå" – 3:38
6. "Lyst hele natta" – 2:42
7. "Tom snart ti" – 3:26
8. "Hellige jord" – 3:39
9. "Lille land" – 4:16
10. "Prøv igjen" – 4:21
11. "Mjuk melodi" – 2:37
12. "Stå han av" – 2:00

- Alla låtar skrivna av Halvdan Sivertsen.

## Medverkande
Musiker
- Halvdan Sivertsen – sång, gitarr
- Børge Petersen-Øverleir – akustisk gitarr, elektrisk gitarr
- Geir Sørensen – basgitarr
- Einar Thorbjørnsen – keyboard
- Henning Gravrok – saxofon
- Rune Mathisen – trummor, percussion
- Svein Gundersen – synthesizer (på "Førr ei dame")
- Svein Dag Hauge – programmering, gitarr (på "Førr ei dame")
- Øystein Sunde – balalajka (på "Mjuk melodi")
- Håkon Iversen, Per Øystein Sørensen – bakgrundssång

Produktion
- Svein Gundersen – musikproducent
- Ina Tangerud – ljudtekniker
- Karl Erik Harr – omslagskonst
- Tor Waageng – foto
- Gul Reklame – omslagsdesign